# Bob Osberry
Robert Osberry (* 28. November 1951) ist ein ehemaliger US-amerikanischer Basketballspieler.

## Leben
Osberry stammt aus Birmingham im US-Bundesstaat Alabama. Von 1972 bis 1974 war der 1,93 Meter große Flügelspieler Mitglied der Hochschulmannschaft der Auburn University. In der Saison 1973/74 kam er auf Mittelwerte von 9,7 Punkten und 5,5 Rebounds je Einsatz.
In der deutschen Basketball-Bundesliga spielte Osberry 1975/76 für RUWA Essen-Dellwig. Im Jahr 1976 stellte er mit 58 Punkten, welche er in einem Spiel gegen ADB Koblenz erzielte, eine neue Bestmarke für die höchste deutsche Liga auf. Mehr Punkte hatte vor ihm niemand in einem Bundesliga-Spiel erzielt. Erst 1987 wurde seine Marke überboten, als Ludwigsburgs Andre Hills 59 Punkte in einer Bundesliga-Begegnung verbuchte.
1976/77 spielte Osberry im schwedischen Västerås, 1977 wechselte er innerhalb des Landes zu Köpings GIF und war dort als Spielertrainer tätig. 1981 gelang der Aufstieg in die erste Liga Schwedens. Er blieb bis 1983 bei Köpings GIF und zog dann nach Göteborg, um sich seiner beruflichen Zukunft als Physiotherapeut zu widmen. Später zog er in sein Heimatland zurück.